# محله‌های جهرم

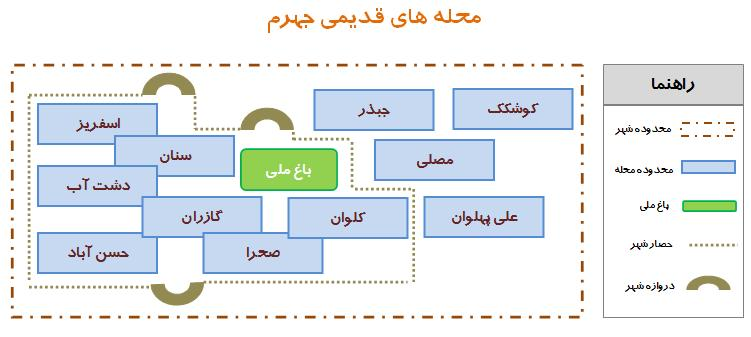
محله‌های قدیمی واقع در حصار شهر و خارج آن.

قدمت شهر جهرم  (به پارسی میانه: گهرم) به نقل از منابع تاریخی به پیش از حکومت اردشیر بابکان و زمان اردشیر یکم هخامنشی پسر خشایارشا بازمی‌گردد و به همراه پسا (شهر فسای کنونی) و دارابگرد (شهر داراب کنونی) جزء سه منطقه بزرگ خطه فارس بوده‌است. شهر جهرم از اهمیت ویژه ای برخوردار بوده است به طوری که در زمان ساسانیان این شهر منطقه شاهزاده نشین بوده که این شاهزادگان ساسانی در محله کوشکک  امروزی ساکن بوداند که وجه تسمیه کوشکک برگرفته از قصر کوچک است که در مرکز این محله بوده که بر اساس شاهنامه فردوسی فرخزاد خسرو پسر خسرو پرویز پس از مرگ آزرمیدخت یا به گزارش طبری پس از مرگ خسرو پسر مهر گشنسب به مدت 1ماه شهریاری با نوشیدن می آمیخته به زهر از دست یک بنده ی دربار از پای در امد. شهر جهرم از دیرباز با ۱۲ محله شناخته می‌شده که که با گسترش شهر، محله‌های جدیدی به آن اضافه شده‌است. در حافظه تاریخی اهالی شهر این محله‌ها به دو گروه محله بالا و محله پایین تقسیم‌بندی می‌شود، اما امروزه این تفکیک کمتر به چشم می‌خورد.
پیش از این تقسیم‌بندی و در سال ۱۲۵۰ شمسی فقط هشت محله داشته‌است که از این هشت محله چهار تای آن داخل حصار بوده‌اند. این چهار محله عبارتند از: سنان، اسفریز، دشتاب و گازران که همه آن‌ها دربخش غربی شهر یعنی درغرب مسیل پادگان جهرم قراردارند. محلات داخل حصار به علت نزدیک بودن به دستگاه حاکمه از نظر پاره‌ای ویژگی‌ها باسایر مناطق شهر متمایز هستند و همچنین به خاطر نزدیکی به دستگاه حکومت وداشتن حصار ازسایر مناطق آبادتر بوده بازار و کاروانسرای جهرم که نشان دهنده چهره سنتی شهرهای ایران است درآنجا قرارداشته‌است.
بعدازاحداث حصار گرداگرد بخش غربی شهر چهار دروازه برآن تعبیه کردنداین دروازه‌ها به دروازه خان، دروازه بی بی، دروازه پیر شبیب ودروازه گاوکشی شهرت داشته‌اند. از حصار جهرم و دروازه‌های آن امروزه اثری نیست فقط دروازه پیر شبیب دربخش شمالی شهر هنوز بنای آن برجامانده‌است. از سایر دروازه‌ها فقط درمحلی که وجود داشته‌اند نامی ازان مانده، مثل دروازه خان که مسجدی در نزدیکی آن بناشده و به نام مسجد خان خوانده می‌شود.

## محله‌های قدیمی
جهرم قدیم از دوازده محله شکل گرفته بوده به نام‌های: سنان، اسفریز، دشتاب، گازران، کلوان، مصلی، جبذر، علی پهلوان، ده‌نو، صحرا، حسن‌آباد و کوشکک.
- کوشکک

محله کوشکک جهرم قدیمی ترین  قسمت جهرم است به طوری که این محله در زمان ساسانیان در مرکز ان قصر کوچکی بوده است که محل زندگی شاهزادگان ساسانی بوده  . این محله با داشتن محیط باز در بخش شرقی آن امکان توسعهٔ هرچه بیشتر آن را فراهم نموده‌است و پرجمعیت‌ترین محلهٔ جهرم می‌باشد. این محل در شرقی‌ترین نقطهٔ شهر قرار دارد. تفاوت فرهنگی و گویش در این محله دیده می شود.
از مرز شرقی آن هرچه به طرف شرق پیش می‌رویم باغات جهرم قرار گرفته‌است و همچنین بخش شمالی آن باغات مرکبات قرار دارد و فقط بخش غربی آن با مصلی مرز مشترک دارد.
ظاهراً وجه تسمیه آن گرفته شده از قصر کوچک است که در مرکز این محله بوده است و شاهزادگان ساسانی در ان میزیسته اند. لهجه عمومی شهر متفاوت با این محله می‌باشد و قابل تشخیص است. 
در فارسنامه ابن بلخی بعنوان یکی از قدیمی‌ترین مستندات نوشتاری به صراحت آمده‌است:                                                    
«… در روزگار ملوک فارس پادشاهان ساسانی جهرم در 
 جمله مواجب ولیعهد نهاده بودند. چنان‌که هر کس ولیعهد شدی جهرم او را بودی …» 
ماجرای به پادشاهی رسیدن فرخ زاد خسرو در شاهنامه فردوسی         بدین گونه است:       
```
 ز جهرم فرخزاد را خواندند     بران تخت شاهیش بنشاندند       
 چو بر تخت بنشست کردافرین     زنیکی دهش بر جهان افرین    
  منم گفت فرزند شاهنشهان      نخواهم جزاز ایمنی درجهان
 زگیتی هران کس که جوید گزند   چومن شاه باشم نگردد بلند
هران کس که جوید به دل راستی   نیارد به کار اندرون کاستی
بدارمش چو جان پاک ارجمند     نجویم ابر بی گزندان گزند 
چو یک ماه بگذشت بر تخت اوی  به خاک اندر امد سرو بخت اوی
همین بودش ازروز وارام بهر   یکی بنده در می بر امیخت زهر
بخوردو یکی هفته زان پس بزیست هران کس که بشنیدبروی گریست
همی پادشاهی به پایان رسید    ز هر سو همی دشمن امد پدید 
چنین است کردار گردنده دهر   نگه کن کزو چند یابی تو بهر
بخورهر که داری به فردا مپای  که فردا مگر دیگر ایدش رای
 ستاند زتو دیگری را دهد     جهان خوانیش بی گمان بر جهد 
بخور هرچه داری فزونی بده   تو رنجیده ای بهر دشمن منه 
هرانگه که روز تو اندر گذشت  نهاده همه باد گردد به دشت  
```

- علی‌پهلوان

محلهٔ علی‌پهلوان در بخش جنوبی مصلی قرار گرفته‌است و بعد از مصلی زیر مساکن رفته‌است و مانند مصلی در ابتدا دارای مساکن متفرق بوده‌است و به تدریج تمام نقاط آن خانه‌سازی شده‌است و با مصلی، ده‌نو و کلوان مرز مشترک دارد و نام آن ظاهراً از شخص معروفی که در آن زندگی می‌کرده و پهلوان شهر بوده‌است، گرفته شده‌است و هیچ معلوم نیست او در چه تاریخی در این محله زندگی می‌کرده‌است.
- سنان

در گذشته هر گاه جمعیت یک ده به حد نصاب می‌رسیده و وسعت آن افزایش می‌یافته و چهرهٔ یک شهر به خود می‌گرفته معمولاً یک مسجد جامع در آن تأسیس شده‌است و . در محله سنان جهرم نیز مسجد جامع این شهر قرار دارد؛   مانند سایر شهرهای ایران بعد از بنای مسجد، بازار و کاروانسرای شهر در آن احداث شده‌است؛ لذا سنان مهم‌ترین مرکز عبادی و تجاری شهر را تشکیل می‌داده‌است.
محلهٔ سنان در حال حاضر به وسیلهٔ خیابان‌ها و کوچه‌های عریض از هم بریده شده و انسجام گذشته را ندارد ولی در داخل آن هنوز مجموعه‌ای از خانه‌ها و مساکن سنتی و قدیمی است و همگی از خشت و گل بوده و دارای کوچه‌های باریک و بن‌بست می‌باشد.
علاوه بر وجود بازار و کاروانسراها و مسجد جامع در آن مانند سایر محلات دارای حمام و مسجد دیگری در بخش مرکزی آن می‌باشد. به دنبال افزایش کوچه‌های عریض و خیابان‌ها در این محله، مساکن سنتی و قدیمی در حال تخریب و مساکن جدید جای آن را می‌گیرد.
این محله با اسفریز، دشتاب، صحرا و کلوان مرز مشترک دارد و ظاهراً نام آن از شخصی  به همین نام که در آن زندگی می‌کرده گرفته شده‌است.
- دشتاب

دشتاب در غربی‌ترین قسمت شهر جهرم قرار گرفته‌است ولی اکنون با گسترش شهر به طرف غرب و کشیده شدن خیابان ولیعصر و توسعهٔ مساکن به طرف این خیابان دیگر حالت کناری بودن را از دست داده‌است.
همانطوری‌که از اسم این محله معلوم است در دوران گذشته زمین‌های این محله سرچشمه این محله منبع آبی بوده که بنا به نظر معمارین شهر از نقطه‌ای که امروزه مشهور به گود پرگان است آب از زمین جوشش می‌کرده و پس از طی مجرای واقع در سمت شمالی بازار به خارج شهر می‌رفته‌است. مشهور است که این گودال به قدری آب داشته و بزرگ بوده که عده‌ای برای شکار مرغابی به آنجا می‌رفتند.
شاید وجه تسمیه گود مزبور هم این موضوع باشد در اصل گود پرندگان خوانده می‌شده‌است. قسمتی از محلهٔ مزبور از زه آب مذکور مرتفع تر بوده و شاید هم سدی برای جلوگیری از نفوذ آب در آن نقطه وجود داشته و هنوز هم این قسمت به بست بالا خوانده می‌شود. این محله با اسفریز، سنان و گازران هم‌مرز است و دارای کوچه‌های باریک و بن‌بست همراه با مساکن سنتی است.
- گازرون

کلمهٔ گازر به معنی رخت شستن است و این محله دارای مرز مشترک با دشتاب است. ظاهراً از دشت آب جوی آب می‌آمد و در این محل رخت می‌شسته‌اند؛ لذا نام این محله از اینجا گرفته شده‌است. این محله  با مساکن سنتی می‌باشد. در گذشته با محلهٔ حسن‌آباد یک محله بوده و با افزایش وسعت آن به تدریج حسن‌آباد از آن جدا می‌گردد و تشکیل محله‌ای جدا را می‌دهد. این محله در بخش غربی شهر با دشتاب، سنان، صحرا و حسن‌آباد هم‌مرز است.
- اسفریز

این محله در شمال غربی شهر قرار گرفته  . این نام از کلمهٔ اسفریز، اسپریز، اسبریس مشتق شده که همه به معنی میدان است و احتمالاً میدان اسب دوانی بوده این کلمه را به صورت اسپریس (جلالیه) اکنون به کار می‌بریم. این محله با سنان و دشتاب هم‌مرز است.
- صحرا

محلهٔ صحرا در جنوب غربی شهر واقع شده‌است و  قدمت آن به اندازهٔ محلات داخل حصار نیست و بعد از تخریب حصار شهر گسترش یافته‌است. این محله به علت خارج حصار بودن و در فاصلهٔ دورتری از مرکز شهر قرار داشتند و به زیر مزارع و باغ مرکبات بودن بدین نام مشهور است؛ زیرا اهالی این شهر به باغات و مزارع اطراف شهر صحرا می‌گویند. این محله با سنان، گازران و کلوان مرز مشترک دارد.
- حسن‌آباد

این محله جزئی از محلهٔ گازران بوده و با توسعهٔ شهر و گسترش محلهٔ گازران از آن جدا شده و به نام حسن‌آباد خوانده شده‌است. محلهٔ حسن‌آباد در غربی‌ترین محلات شهر واقع شده و با گازران و دشتاب هم‌مرز است.
هر شش محله‌ای که تاکنون ذکر گردیدند در بخش غربی مسیل پادگان جهرم (مسیل کلوان) قرار دارند و به شش محلهٔ بالا شهرت دارند.
- کلوان

مسیل پادگان جهرم (کلوان) از غرب این محله می‌گذرد و از این محله به طرف شرق ۶ محلهٔ پایین خوانده می‌شود و بخش شرقی جهرم را تشکیل می‌دهند. به خاطر وجود همین مسیل این محله و محلات بخش شرقی داخل حصار جهرم قرار نگرفتند.
- جبذر

این محله مانند کلوان در حد واسط بخش غربی و شرقی شهر قرار دارد و مساکن آن بعد از شکل‌گیری دو قطب غربی و شرقی بنا شده‌است ولی قسمتی از آن مخصوصاً شرق آن جزء مساکن متفرق بخش شرقی می‌باشد. این محله دارای مساکن قدیمی و سنتی از خشت و گل و کوچه‌های باریک و بن‌بست می‌باشد.
این محله در گذشته فقط با مصلی و کلوان مرز مشترک داشته و در حال حاضر با توسعهٔ هر دو بخش شرقی و غربی شهر کاملاً به بخش غربی هم چسبیده‌است.
وجه تسمیه این محله از کلمهٔ جبه زر گرفته شده‌است که طبق شنیده و روایات از ساکنان محله به داستانی بر می‌گردد که در آن یکی از پادشاهان به شهر سفر کرده و جبه از زر را به یکی از ساکنان محله اهدا می‌کند.
- مصلی

مصلی  یکی از نقاط  شهر که بعد از اسلام مورد توجه جمعیت قرار گرفته معرفی نمود و آن را مرکز قطب شرقی جهرم نامید. در جایی که این محله قرار دارد نقطه‌ای از آن معروف به قلعهٔ شیخ است و هیچ معلوم نیست که این قلعه مربوط به چه سالی بوده و فرم بنای آن چگونه بوده‌است ولی احتمال دارد این قلعه بعد از جابجائی جمعیت از ارتفاعات اطراف به طرف نواحی پست‌تر احداث شده باشد و با افزایش جمعیت، این قلعه ویران گشته و اکنون هیچ آثاری از آن جزء نام آن بر جای نمانده‌است.
این محله یکی از محلات پرجمعیت جهرم می‌باشد و با جبذر، علی‌پهلوان، ده‌نو و کوشکک مرز مشترک دارد و در جنوب آن زمینی بوده که مردم برای خواندن نماز مخصوصاً نماز استسقاء به آنجا می‌رفته‌اند و طبیعتاً وجه تسمیه آن از همین‌جا گرفته شده‌است.
در گذشته در مسجد این محله سید فخرالدین آیت‌اللهی به اقامه نماز و وعظ مردم می‌پرداخت و پس از وی فرزندش سید مهدی آیت‌اللهی به این امور اشتغال دارد. در این محله چهار مسجد با نام‌های مصلی، امام رضا، امام زین العابدین (نارنجی) و امام محمد باقر که اصلی‌ترین و بزرگ‌ترین آن‌ها مسجد مصلی می‌باشد. همچنین مصلای نماز جمعه شهر نیز، در این محله قرار گرفته‌است. مرکز تجاری-مسکونی اطلس که بزرگ‌ترین مرکز تجاری شهر می‌باشد نیز در مرکز این محله قرار دارد. اولین میدان که در جهرم ساخته شده میدان مصلی می‌باشد که شاهنده آن را طراحی کرده بود به گونه‌ای که در وسط آن حوض زیبایی قرار داشت و اطراف آن فضای سبز ایجاد شده بود.
- ده‌نو

ده‌نو یکی از محلات شهر جهرم بوده ولی امروزه از آن کمتر نامی برده می‌شود. زمانی که جهرم به ۱۲ محله تقسیم شده بود یکی از محلات بود که دارای مسجدی مانند سایر محلات به نام مسجد قبله بوده‌است ولی با توسعهٔ شهر و گسترش مصلی، علی‌پهلوان و کوشکک در آن‌ها ادغام شده‌است و نمی‌توان به درستی آن را تشخیص داد.
حمامی که در بخش مرکزی آن بوده تخریب گشته و به جای مسجد قبلهٔ آن که به مسجد دعا هم شهرت داشته، مسجد امام خمینی بنا شده‌است.

## محله‌های نوساز
علاوه بر محلات یادشده محلات جدید دیگری نیز با توسعه شهر در اطراف آن در حال شکل گرفتن است و مهم‌ترین مناطق تجمع جمعیت رو به افزایش می‌باشند مناطقی که به‌طور کامل چهرهٔ یک محله به خود گرفته‌اند عبارتند از:
- مهدیه

مجموعه‌ای از مناطق مسکونی است که به دنبال خیابانی به همین نام کشیده شد، به وجود آمده‌اند و از سایر محلات نیز جدا می‌باشد و کلیهٔ مساکن آن به سبک جدید بنا شده‌اند.
در حال حاضر محله مهدیه گسترش یافته و با محلات کلوان، شهرک امام و علی پهلوان مرز مشترک دارد.
- شهرک انقلاب

دربخش جنوب شهر در دامنه کوه البرز قرار دارد و چند سالی است که به صورت یک محله وسیع ظاهر شده‌است این محله از مهم‌ترین مناطق تجمع جمعیت مخصوصاً طبقه جوان می‌باشد.
این محله کاملاً مسکونی بوده و مغازه به ندرت دیده می‌شود. این محله مجموعه‌ای از مساکن به سبک جدید و خیابان‌ها و کوچه‌های منظم می‌باشد. اخیراً ساخت و ساز در قسمت ورودی (شمالی) شهرک رونق گرفته و اثری از زمین‌های خالی در ورودی شهرک به چشم نمی‌خورد. این ساختمان‌های جدید به سبک مدرن ساخته شده و جلوهٔ زیبایی به شهرک داده‌اند.
استادیوم اصلی شهر در ضلع شرقی شهرک قرار گرفته که شامل زمین فوتبال، زمین مخصوص فوتبال ساحلی، زمین‌های والیبال و بسکتبال، دو استخر شنا و سالن کشتی می‌باشد. استادیوم تختی به محلی برای ورزش صبحگاهی تبدیل شده و افراد زیادی همه روزه به خصوص روزهای تعطیل برای ورزش و نرمش صبحگاهی از نقاط مختلف شهر خود را به استادیوم تختی می‌رسانند. پارک زیبای لاله در منتهای خیابان فجر قرار گرفته که یکی از زیباترین پارک‌های شهر است. مسجد بزرگ الزهرا که یکی از پررونق تریم مساجد شهر جهرم است رو به روی پارک واقع شده‌است. مسجد در حال گسترش می‌باشد و گنبد آن هنوز تکمیل نشده‌است.
خیابان‌های اصلی این محله شامل خیابان‌های فجر و شاهد و قائم می‌باشد.
- شهرک شهید سحرخیز

این محله که در قسمت شمالی شهر واقع شده قدمتی سی و چندساله دارد که در نزدیکی اداره تربیت بدنی جهرم واقع شده‌است.
- شهرک شهید دستغیب

این محله قدمتی چهل ساله دارد و در شرق جهرم و در مسیر پردیس دانشگاه علوم پزشکی، سازمان هلال احمر، تیپ۳۳ هوابرد المهدی، و در ابتدای جاده لار-بندرعباس واقع شده، در سال‌های اخیر شهرک قمر بنی هاشم (ع) نیز به این شهرک الحاق شده‌است.
- خارقان یا شهرک فاطمیه

این محله یکی از محله‌های جدید کمتر از دو دهه‌است که زیر ساخت رفته‌است و با فاصله کمی در شمال شهر واقع شده‌است و جمعیت نسبتاً زیادی را در خود جای داده‌است.
- شهرک ایثار گران

این محله هم یکی از محلات جدید شهر می‌باشد که در غربی شهر و کنار شهرک انقلاب قرار دارد و هنوز به‌طور کامل مساکن آن ساخته نشده‌است و هنوز جمعیت آن زیاد نیست ولی می‌تواند جمعیت قابل توجهی را در خود جای دهد.
- فرهنگ شهر

این محله هم از محلات جدید و در حال شکل‌گیری است. فرهنگ شهر، همجوار با خارقان (شهرک فاطمیه) واقع در شمال شهر است که به سرعت در حال ساخت و ساز می‌باشد؛ که جمعیت نسبتاً کمی دارد ولی با توجه به رشد سریع آن به زودی می‌تواند جمعیت زیادی را در خود جای دهد.
علاوه بر این محلات شهر جهرم به طرف خیابان‌های خروجی شهر در حال گسترش بوده و علاوه بر توسعه محلات قدیمی محلات جدیدی در فاصله دورتری در حال شکل گرفتن است.
- زیباشهر

این محله در جوار میدان شهید اسدزاده قرار دارد.
- شهرک آفتاب (شایگان)
- محله‌های الحاق شده

با موافقت شوراهای اسلامی و تأیید بخشداری، فرمانداری و شورای اسلامی شهر جهرم، که جلسه کارگروه آن در استانداری فارس برقرار و مراتب به شورای عالی معماری کشور منعکس شد، چهار روستای حیدرآباد، نظام‌آباد، اسلام‌آباد و تل‌ریگی که از توابع بخش مرکزی بودند به شهر جهرم ملحق شدند.
این روستاها دارای ۳ هزار و ۳۳۵ خانوار می‌باشند، و همچنین به جمعیت شهری جهرم ۱۳ هزار و ۵۱ نفر افزوده می‌شود.